# Indian Arm

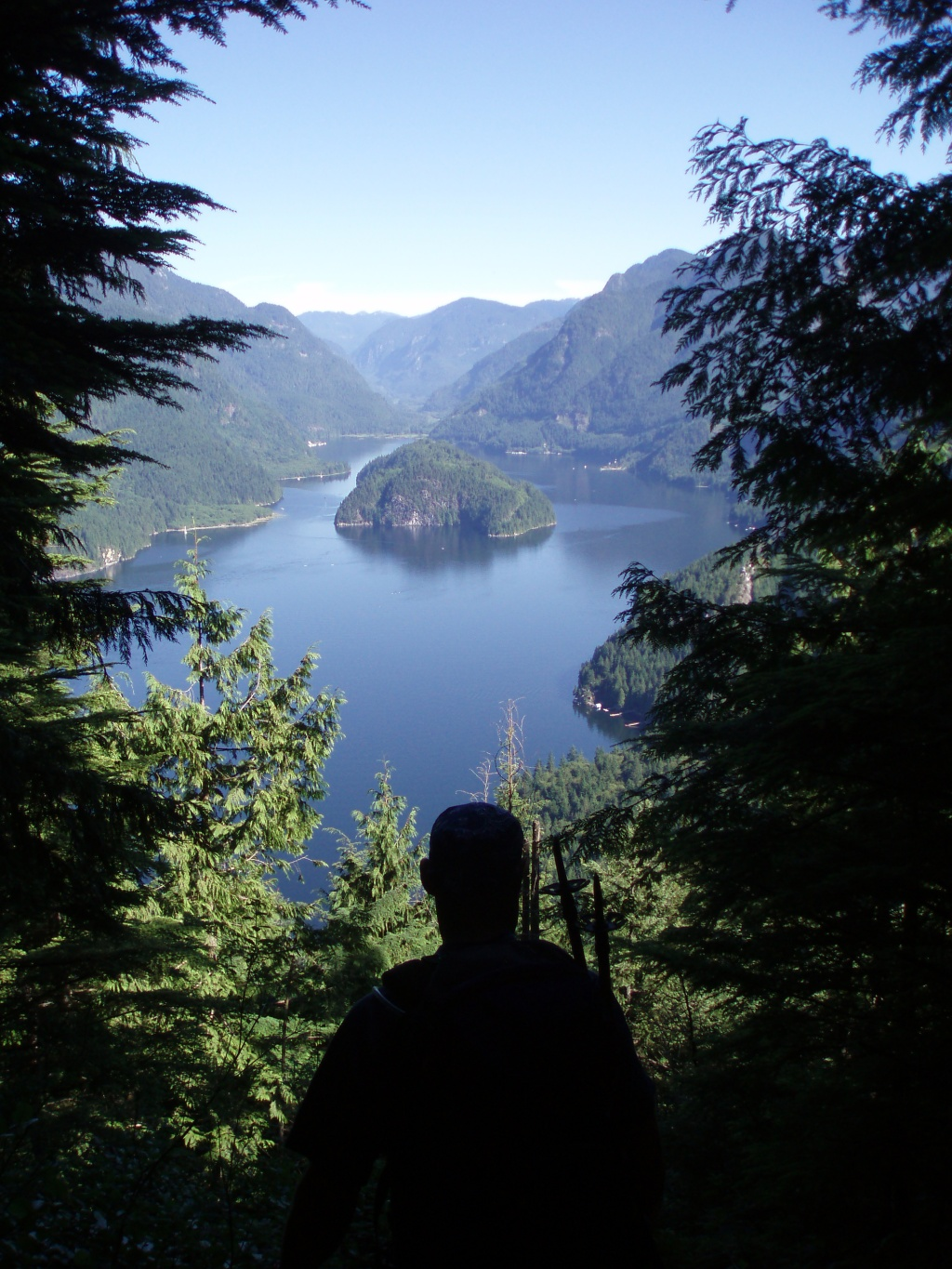
Fiord Indian Arm – widok w kierunku jego północnej części

Indian Arm – forma fiordu o stromych brzegach, pochodzenia polodowcowego. Znajduje się w pobliżu miasta Vancouver, w prowincji Kolumbia Brytyjska, w Kanadzie. Powstała w czasie Epoki lodowej w czasie ostatniego zlodowacenia. Rozciąga się na północ od zatoczki Burrard na odległość ok. 20 km.